# Wallersdorf (Bawaria)
Wallersdorf – gmina targowa w Niemczech, w kraju związkowym Bawaria, w rejencji Dolna Bawaria, w regionie Landshut, w powiecie Dingolfing-Landau. Leży około 21 km na północny wschód od Dingolfing, przy autostradzie A92 i linii kolejowej Landshut – Deggendorf.

## Dzielnice
W skład gminy wchodzą następujące dzielnice: Altenbuch, Haidenkofen, Haidlfing, Wallersdorf, Ettling.

## Demografia
| Rok  | Liczba mieszk. |
| ---- | -------------- |
| 1970 | 5 378          |
| 1987 | 5 646          |
| 2000 | 6 597          |
| 2004 | 6 706          |
| 2005 | 6 752          |
| 2008 | 6 745          |

### Struktura wiekowa
Dane o ludności z 31 grudnia 2008:
| Opis                                | Ogółem | Ogółem | Kobiety | Kobiety | Mężczyźni | Mężczyźni |
| ----------------------------------- | ------ | ------ | ------- | ------- | --------- | --------- |
| Jednostka                           | osób   | %      | osób    | %       | osób      | %         |
| Populacja                           | 6745   | 100    | 3357    | 49,77   | 3388      | 50,23     |
| Wiek przedprodukcyjny (0–17 lat)    | 1294   | 19,18  | 598     | 8,87    | 696       | 10,32     |
| Wiek produkcyjny (18–65 lat)        | 4208   | 62,39  | 2053    | 30,44   | 2155      | 31,95     |
| Wiek poprodukcyjny (powyżej 65 lat) | 1243   | 18,43  | 706     | 10,47   | 537       | 7,96      |

## Polityka
Wójtem jest Ottmar Hirschbichler z CSU, wcześniej urząd ten obejmował Helmut Wimmer. Rada gminy składa się z 20 osób.
|      | CSU | SPD | FWV | FWG | FL | LJB | ödp | REP | Razem |
| 2008 | 7   | 3   | 5   | 1   | 1  | 2   | 1   | -   | 20    |
| 2002 | 6   | 3   | 6   | 2   | 2  | -   | -   | 1   | 20    |

## Oświata
W gminie znajdują się dwa przedszkola oraz zespół szkół (szkoła podstawowa i Hauptschule, 28 nauczycieli, 493 uczniów).